# Massastuk

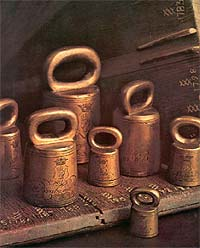
Massastukken

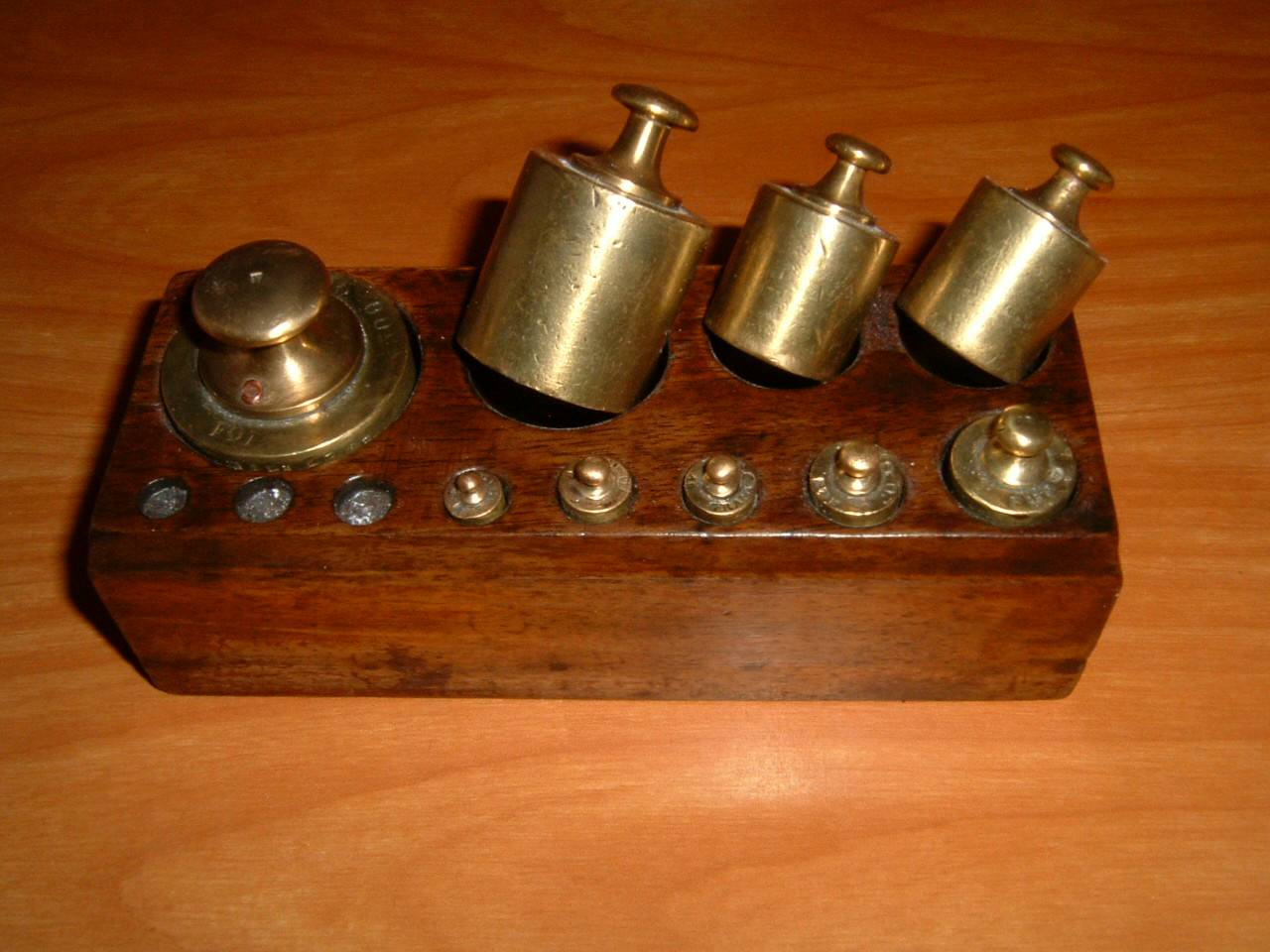
Serie massastukken in een houten doosje

Massastukken (ook wel gewichten) zijn er in vele vormen en maten. Voor de meeste mensen zijn deze het meest bekend in ijzeren vorm met vaak een draagbeugel erbovenop, of in setjes van koper. Deze laatste komen dan in series, oplopend in gewicht, in mooie houten doosjes voor. Ze zijn meestal ingedeeld volgens de Renard-3 reeks 1-2-5: 1, 2 (2 maal), 5, 10, 20 (2 maal), 50, 100, 200 (2 maal) en 500 gram. Hiermee is elke gehele waarde samen te stellen tussen 1 en 1110 gram. Ook zijn er gewichten in materiaal van roestvrij staal en zelfs van platina.

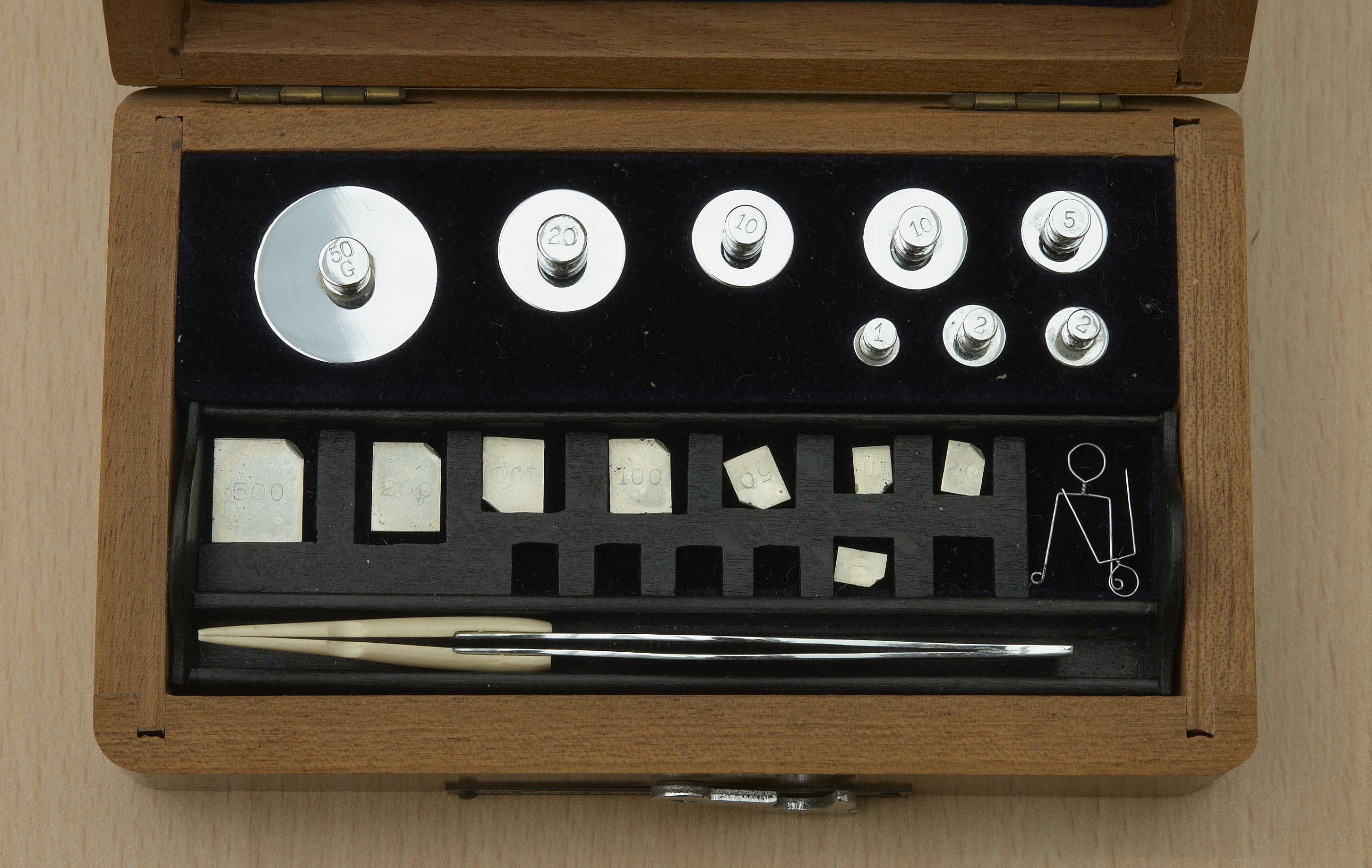
Een gewichtendoos

Gewichten worden gebruikt bij weegschalen, bascules en balansen, meestal als contragewicht maar ook als ijkgewicht voor het kalibreren van een weegschaal.
Het internationale prototype "K" is meer dan honderd jaar oud (1889), en is het laatste unieke voorwerp waarmee de standaard van een basisgrootheid van het Internationale Stelsel van Eenheden, SI, is gedefinieerd. Deze standaard van massa staat onder 3 glazen stolpen beschermd in een speciale kluis in de kelder van het Bureau International des Poids et Mesures in Frankrijk. Deze standaardkilo (ook wel prototype genoemd) heeft een dichtheid van 21,5 g/cm³. Dit geldt ook voor de kopieën die gebruikt worden bij nationale meetinstituten.
Door vergelijking worden hiervan andere massastukken afgeleid, de "eerste afgeleide", dit noemt men ook wel "nauwkeurigheidsklasse E1", deze zijn gemaakt van roestvrij staal, met een dichtheid van 8,0 g/cm³, ze zijn zeer glad gepolijst en niet justeerbaar: in een opening kan zich vuil bevinden waardoor de nauwkeurigheid vermindert. De hiervan afgeleide massastukken heten klasse E2, ook deze kunnen alleen gejusteerd worden door er iets af te polijsten. De daaropvolgende is klasse F1, deze zijn justeerbaar en worden gebruikt om bij de gebruikers van weegschalen te ijken. Volgende klassen zijn F2, M1, M2. De E en F klassen zijn van niet magnetiseerbaar RVS, vanaf M1 kan het ook ijzer zijn. Messing of koperen massastukken worden in de praktijk niet meer gebruikt, je vindt ze nog weleens op antiekmarkten met indrukwekkende rijen ijkstempels erin geslagen. Hoe echt die zijn is altijd twijfelachtig. 
Indien gewichten enige tijd in gebruik zijn dienen ze te worden gekalibreerd met een gewicht van een hogere klasse. Indien het gewicht afwijkt van de standaard kan het worden gejusteerd door er massa in de vorm van lood aan toe te voegen.
Bij ijzeren gewichten gebeurt dit door het lood vast te slaan in de justeerholte aan de onderzijde van het gewicht, bij gewichten van hogere klasse die bijvoorbeeld in laboratoria of door apothekers worden gebruikt is er vaak een justeerholte onder een schroef.